# سعدالملک
سعدالمَلِک یا آلفا دلو یک ستاره است که در صورت فلکی دلو قرار دارد.
در ستاره‌شناسی قدیم، سعدالملک به همراه ۹ ستاره دیگر سعد بلع، سعدالاخبیه، سعدالذابح، سعدالسعود، سعد ناشره، سعدالبهائم، سعدالهمام، سعدالبارع، و سعد المطر، جمعاً سعود نامیده می‌شدند.